# Merismomorpha asilus
Merismomorpha asilus är en stekelart som först beskrevs av Girault 1915.  Merismomorpha asilus ingår i släktet Merismomorpha och familjen puppglanssteklar. Inga underarter finns listade i Catalogue of Life.